# 布·西迪·蘇萊曼
比·西迪·蘇萊曼（英語：Bi Sidi Souleymane，1962年7月20日—2021年3月25日）是以中非共和国为基地的穆斯林民兵组织「回归、开垦、复兴」（3R）的领导人。该组织自2015年以来杀害、折磨、强奸或使数千人流离失所，苏莱曼本人也直接参与了酷刑。2019年5月21日，在中非西北部的瓦姆-彭代省，3R杀害了至少34名手无寸铁的平民。
2020年8月7日，苏莱曼被美国根据《第13936號行政命令》制裁，并被列入《特別指定國民和被封鎖人員》名单。2021年4月2日「回归、开垦、复兴」（3R）發佈聲明，蘇萊曼在2020年11月Bossembélé鎮的襲擊中受傷，並於2021年3月25日去世。

## 外部連結
- 【美國制裁】與中港官員並列的軍閥，到底幹了甚麼？ （页面存档备份，存于）